# Célio Hilariano
Hilariano (em latim: Hilarianus) foi um sacerdote pagão romano do século IV, ativo em Roma durante o reinado dos imperadores Valentiniano II (r. 375–392) e Graciano (r. 375–383). Um homem claríssimo (vir clarissimus), aparece em uma inscrição que ele próprio dedicou às deusas Magna Mater e Átis em 13 de maio de 377. Segundo a inscrição:
| “ | homem claríssimo, duodecímviro de Roma, pai das coisas sagradas e hierocérix invicto de Mitra, sacerdote de Líbero, sacerdote da deusa Hécate | ” |